# Syngman Rhee
Syngman Rhee (en hangul, 이승만; en hanja, 李承晩; romanización revisada, I Seungman; McCune-Reischauer, I Sŭngman), también escrito Lee Seungman (Haeju, 26 de marzo de 1875-Honolulu, 19 de julio de 1965) fue un político surcoreano, líder del movimiento nacionalista coreano y el primer presidente de Corea del Sur desde 1948 hasta 1960. 
Su mandato de 12 años sigue siendo objeto de controversia, y estuvo marcado por las tensiones de la Guerra Fría y la división de Corea. Rhee estaba identificado con políticas conservadoras y anticomunistas, entre ellas la represión y exterminio de civiles sospechosos de simpatizar con la izquierda; lideró a Corea del Sur en la guerra de Corea (1950-1953), afrontó la reconstrucción del nuevo país tras el conflicto y desempeñó un mandato autoritario. Finalmente, tuvo que dimitir en 1960 bajo acusaciones de fraude electoral y exiliarse en Hawái.

## Biografía

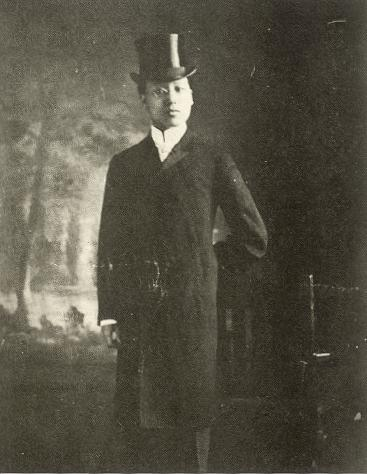
Syngman Rhee en 1905.

Syngman Rhee nació el 26 de marzo de 1875 como Rhee Syng man en Daegyeong, una aldea en el condado de Pyeongsan, provincia de Hwanghae, Joseon. Rhee fue el tercer pero único hijo sobreviviente de tres hermanos y dos hermanas (sus dos hermanos mayores murieron en la infancia) en una familia rural de Haeju. Cuando tenía 2 años, sus padres se mudaron a Seúl y Rhee fue inscrito en centros educativos confucianistas con el objetivo de que, en un futuro, pudiese aprobar el examen del servicio civil nacional (gwageo). A los 19 años ingresó en el instituto Pai-Chai, regentado por metodistas estadounidenses, y compaginó un empleo como periodista con el profesorado de idioma coreano para los misioneros.
Durante su juventud abrazó la causa del nacionalismo coreano a raíz del asesinato de la emperatriz Myeonseong. En 1896 ayudó a fundar el «Club de la Independencia» y organizaba manifestaciones contra la influencia de los imperios japonés y ruso en el territorio.  En 1898 fue detenido por su implicación en una trama contra el emperador Gojong, en los primeros años del imperio de Corea, y condenado a cadena perpetua tras intentar fugarse de prisión. Permaneció encarcelado seis años, hasta que en 1904 pudo salir de allí por el estallido de la guerra ruso-japonesa, rumbo a los Estados Unidos. En todo ese tiempo aprovechó su estancia para obtener el Bachelor of Arts en la Universidad George Washington (1907), una maestría en la Universidad de Harvard (1908) y el doctorado en la Universidad de Princeton con la tesis «neutralidad bajo la influencia de los Estados Unidos» (1910).
Rhee regresó a su país durante la ocupación japonesa de Corea como miembro de la Asociación Cristiana de Jóvenes. Dos años después fue condenado por participar en una trama contra el gobernador general Terauchi Masatake, aunque pudo huir a Estados Unidos para evitar ser arrestado. En Norteamérica se implicó en labores diplomáticas para que el presidente Woodrow Wilson apoyase a los coreanos, e incluso trató sin éxito de representar a la península en la Conferencia de Paz de París. 
Después de surgir el movimiento primero de marzo en 1919, Rhee fue nombrado primer presidente del gobierno en el exilio de la República de Corea en Shanghái, cargo que ocuparía hasta su procesamiento por abuso de poder en 1925. No obstante, continuó ejerciendo labores diplomáticas desde Hawái y Washington D. C., donde aumentó sus contactos con la administración estadounidense. En verano de 1941, después del ataque a Pearl Harbor, Rhee solicitó al presidente Franklin D. Roosevelt que reconociera la independencia de Corea.
En 1945 fue el representante principal del gobierno coreano en la Conferencia de las Naciones Unidas sobre Organización Internacional.
Después de la rendición de Japón el 15 de agosto de 1945, Rhee voló hasta Tokio con el ejército estadounidense y un mes después llegó a Seúl, a bordo del avión personal del general Douglas MacArthur. En una Corea dividida entre los soviéticos y los estadounidenses, Rhee defendió la unificación en único estado a través de tesis anticomunistas.

## Presidencia de Corea del Sur

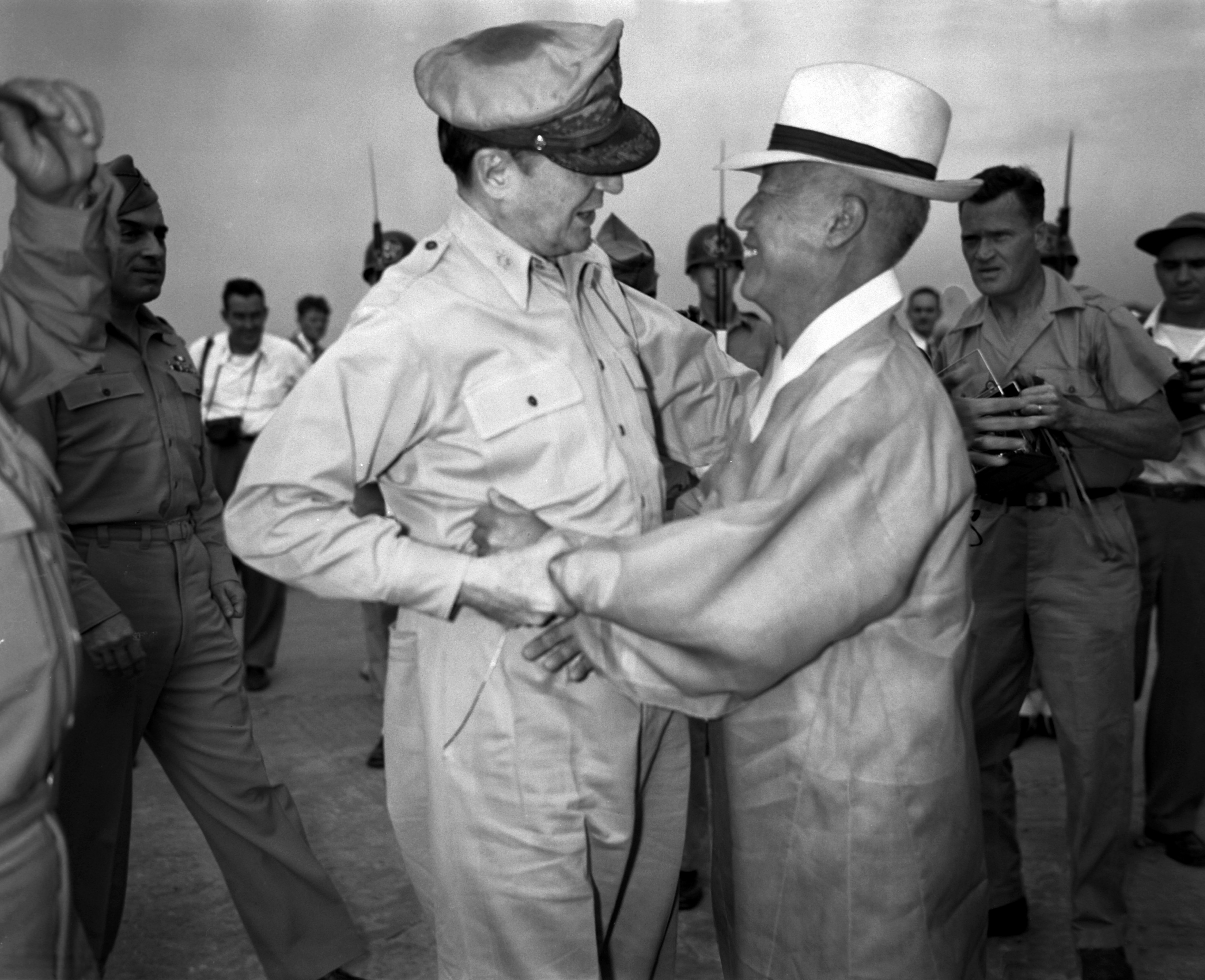
Syngman Rhee abraza al general estadounidense Douglas MacArthur.

La Asamblea General de las Naciones Unidas reconoció la independencia de Corea en noviembre de 1947. Un año después, como consecuencia de la división de la península, surgieron dos entidades: Corea del Norte (comunista) y Corea del Sur (capitalista), ambas enfrentadas entre sí. Gracias al apoyo de la mayoría de miembros de la Asamblea Nacional (180 votos de 196 posibles), fue elegido primer presidente de la República de Corea, proclamada el 15 de agosto de 1948. Bajo su mandato se persiguió a las entidades que colaboraron con Japón durante la ocupación (chinilpa) y se inició un cerco al resto de movimientos opositores. Sus principales apoyos eran los diputados conservadores y el gobierno de Estados Unidos, que cumplía así con la Doctrina Truman para frenar el avance de las fuerzas comunistas. 
Durante la guerra, al gobierno de Rhee se le acusó de haber reprimido con violencia una rebelión campesina en la isla de Jeju. Más de 30 000 personas fueron asesinadas.
El 25 de junio de 1950, las tropas de Corea del Norte se movilizaron para invadir el sur de la península, provocando el estallido de la guerra de Corea. Rhee, partidario de que la Organización de las Naciones Unidas unificase el país por la fuerza, se mantuvo al frente del gobierno y logró el apoyo de las tropas aliadas para recuperar terreno e incluso llegar a Pionyang. La perspectiva de una Corea unificada bajo el mando de Rhee hizo que soviéticos y chinos, a su vez, apoyasen al líder norcoreano Kim Il-sung. No hubo solución al conflicto hasta 1953, con el establecimiento de una zona desmilitarizada sobre el paralelo 38.
Rhee fue acusado durante la guerra de corrupción y de ordenar la «masacre de la Liga de Bodo», por la que cientos de miles de hombres fueron enviados a campos de reeducación y decenas de miles acabaron siendo ejecutados bajo la acusación de simpatizar con el comunismo.
El final del gobierno de Rhee estaba previsto para agosto de 1952 según la constitución, y su reelección dependía de la Asamblea Nacional, en la que no tenía apoyos por el creciente descontento con la corrupción y la represión política. Al no tener el apoyo de la cámara, en noviembre de 1951 introdujo una enmienda para que el presidente de Corea del Sur fuese elegido por votación popular. Ese mismo año fundó su propio partido político, el Partido Liberal, y declaró la ley marcial para garantizarse el éxito de la reforma. Rhee venció en los comicios con el 72 % de los votos y se garantizó la reelección en 1956.
Su mandato durante toda la década de 1950 estuvo marcado por tres factores: la transformación de la sociedad civil surcoreana, la persecución de cualquier movimiento opositor con medidas autoritaristas, y una economía en estado crítico. Al concluir la guerra, Corea del Sur dependía de las aportaciones de la Agencia de los Estados Unidos para el Desarrollo Internacional porque había perdido casi toda su industria; se mantenía un modelo basado en la agricultura y la renta per cápita era una de las más bajas del mundo, de tan solo 72 dólares. Rhee impulsó algunas reformas para evitar depender de las importaciones, en especial en materias primas, pero las medidas económicas de mayor calado no llegarían bajo su mandato, sino durante el de Park Chung-hee.
A pesar de que en 1960 ya tenía 84 años, Rhee impulsó una reforma constitucional para eliminar el límite de dos mandatos presidenciales y se presentó a las elecciones del 15 de marzo, en las que no tuvo rival por la muerte del opositor Cho Byeong-ok a causa de un cáncer. Su mayor obsesión era que el vicepresidente, Lee Ki-poong, se convirtiera en el sucesor.

### Últimos años

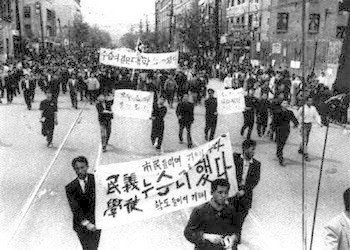
Las manifestaciones del 19 de abril de 1960 en las grandes ciudades provocaron la renuncia de Rhee.

Al día siguiente de las elecciones, hubo manifestaciones en las principales ciudades de Corea del Sur para denunciar un presunto fraude electoral. El asesinato de un activista en Masan hizo que las protestas se extendiesen a nivel nacional, y el 19 de abril los estudiantes de la Universidad de Corea ocuparon las calles de Seúl en la llamada «Revolución de abril». Rhee ordenó al ejército que abriese fuego contra los manifestantes, lo que supuso un punto de inflexión para la ya indignada población surcoreana. Una semana después se repitieron las movilizaciones pero esta vez el ejército se negó a reprimirlas, por lo que Rhee presentó su dimisión el 26 de abril. De inmediato, algunos manifestantes tomaron la Casa Azul y el ya expresidente tuvo que huir de Corea del Sur con el apoyo de la Agencia Central de Inteligencia.
Rhee vivió sus últimos años exiliado en Honolulu (Estados Unidos), en compañía de su esposa Franziska Donner y de su hijo adoptado.

## Muerte
Rhee murió por complicaciones de un derrame cerebral en Honolulu el 19 de julio de 1965, a los 90 años.  Una semana después, su cuerpo fue devuelto a Seúl y enterrado en el Cementerio Nacional de Seúl.